# Стадион Тулузы
«Муниципальный стадион Тулузы», «Стадьом де Тулуз» (фр. Stadium municipal de Toulouse) — многофункциональный стадион в Тулузе, Франция. В настоящее время используется в основном для проведения футбольных матчей. Также на стадионе выступает местная регбийная команда. Вместимость стадиона составляет 35 472 человек.
Стадион принимал матч 1/8 финала чемпионата мира 1938 года между сборными Кубы и Румынии. 5 июня матч завершился вничью (3:3), а в переигровке 9 июня кубинцы выиграли 2:1.
Стадион принимал шесть матчей чемпионата мира по футболу 1998 года (5 матчей группового этапа и один матч 1/8 финала). Также стадион использовался во время чемпионата мира по регби 2007 года, на стадионе были проведены 4 матча.
В июне 2016 года на стадионе прошли 4 матча чемпионата Европы по футболу, в том числе один матч 1/8 финала.